# Rotsslankmier
De rotsslankmier (Temnothorax nigriceps) is een mierensoort uit de onderfamilie van de Myrmicinae. De wetenschappelijke naam van de soort is voor het eerst geldig gepubliceerd in 1855 door Mayr.